# Codesal (Zamora)
Codesal es una pedanía del municipio de Manzanal de Arriba, en la provincia de Zamora, comunidad autónoma de Castilla y León, España.

## Geografía
Se encuentra situado en la comarca de La Carballeda, ubicándose en el corazón de la sierra de la Culebra, reserva regional de caza desde 1973, donde habita en libertad la mayor población de lobo de Europa Occidental y una rica fauna entre la que destacan el jabalí y el ciervo, del que se pueden contemplar los más espectaculares ejemplares en estado salvaje. Además, en Codesal se puede disfrutar de un bello paisaje.
Está situado a 30,6 km de Puebla de Sanabria, a 74,7 km de Benavente, 80,5 km de Braganza y a 92,1 km de Zamora.  
La localidad se encuentra dentro de la Reserva de la Biosfera Transfronteriza Meseta Ibérica declarada por la Unesco.

## Historia

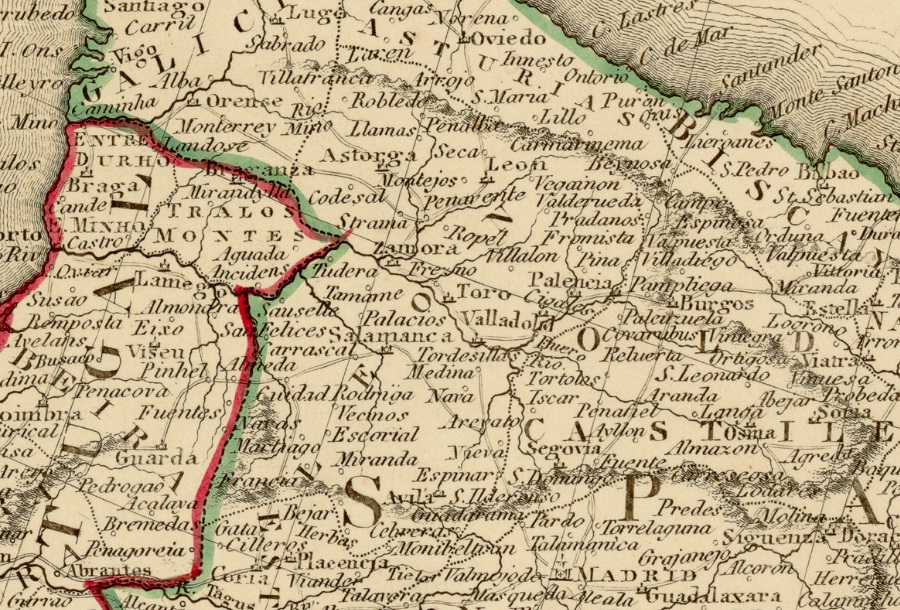
Detalle del mapa Part of Europe, publicado en Edimburgo en 1841 por W. H. Lizars, en el que puede observarse Codesal

En la Edad Media, Codesal quedó integrado en el Reino de León, cuyos monarcas acometieron la repoblación del oeste zamorano.
Posteriormente, al reestructurarse las provincias y crearse las actuales en 1833, Codesal quedó integrado en la provincia de Zamora, dentro de la Región Leonesa, pasando a formar parte en 1834 del partido judicial de Puebla de Sanabria.
Finalmente, en 1970 Codesal, hasta entonces municipio, se integró en el municipio de Manzanal de Arriba.

## Geografía humana

### Demografía
| Gráfica de evolución demográfica de Codesal entre 1842 y 1960 |
| |
| Población de derecho según los censos de población del INE Población de hecho según los censos de población del INEEntre el censo de 1970 y el anterior, este municipio desaparece porque se integra en el municipio 49110 (Manzanal de Arriba) |

| 368 | 326 | 299 | 340 | 316 | 347 | 175 | 148 | 148 | 146 | 138 | 130 | 130 | 133 | 136 | 133 | 128 | 120 | 116 | 115 | 110 | 112 | 118 | 112 | 111 | 105 | 105 | 106 |
| (Fuente: Instituto Nacional de Estadística de España 1910 (página 5 - 57.º) — 1920 (página 5 - 57.º) — 1930 (página 3 - 58.º) Con datos como población lectora y escritora. — 1940 (página 4 - 58.º) — 1950 (página 4 - 58.º) — 2000 - 2014 (última línea)) |     |     |     |     |     |     |     |     |     |     |     |     |     |     |     |     |     |     |     |     |     |     |     |     |     |     |     |

| Gráfica de evolución demográfica de Codesal entre 2000 y 2020                            |
|                                                                                          |
| Fuente: Instituto Nacional de Estadística de España - Elaboración gráfica por Wikipedia. |

## Patrimonio

### Histórico
- Iglesia de San Esteban
- Roble del cementerio viejo.
- Fuentes

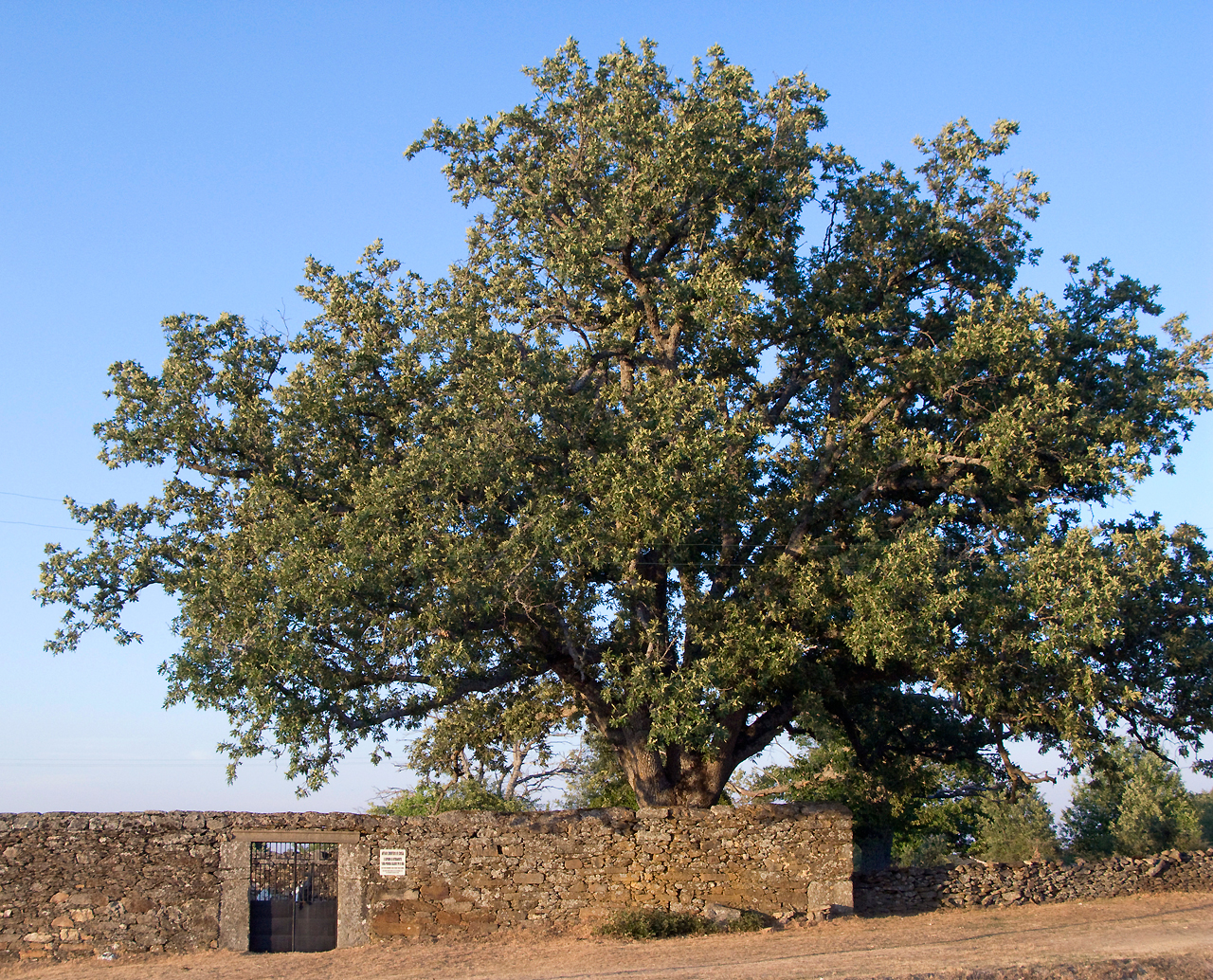
Roble del cementerio viejo de Codesal. Este roble singular es el emblema de la localidad.

- Museo Etnográfico Las Raíces Codesal.[9]

### Natural
- Sierra de la Culebra
- Sierra de la Culebra (Red Natura 2000)
- Robledal de La Mota
- La Rivera
- Río Tera
- La Ñalsa

## Festividades
- Semana Cultural de Las Raíces, organizada por la Asociación Cultural Las Raíces,[10] se celebra la segunda semana del mes de agosto desde 1986.
- Corpus Christi, 63 días después del domingo de Pascua.
- San Esteban (patrón), 26 de diciembre.
- Santo Tirso, 28 de enero.
- San Blas, 3 de febrero.

## Eventos de interés
- Semana Cultural Raíces, que se celebra durante la segunda semana del mes de agosto, está organizada por la Asociación Cultural Las Raíces, entidad sin ánimo de lucro fundada en Codesal en 1986. En 2025 se celebra su 38.ª edición del 3 al 10 de agosto.